# Rincón de Artigas
El Rincón de Artigas (en portugués, Rincão de Artigas) es un territorio de 237 km² ubicado al norte de Uruguay y al sur del Brasil, dentro del municipio de Santana do Livramento en el estado de Río Grande del Sur. 
La República Oriental del Uruguay considera que por un error en la demarcación del límite entre ambos países en 1856 ese territorio pasó a posesión brasileña en 1861, por lo que desde 1934 ha solicitado al Brasil la revisión de la demarcación fronteriza allí. Desde 1974 los mapas uruguayos señalan este territorio como «límite contestado» y consideran que debe pertenecer al departamento de Artigas.
Mediante notas de protesta ante el Gobierno del Brasil, Uruguay ha reclamado que sea revisada la posición del arroyo de la Invernada, que fue considerado limítrofe por el tratado de 1851. Brasil considera que el territorio le pertenece legalmente y desconoce las reclamaciones uruguayas considerando que no existe ningún litigio pendiente entre ambos países, no aceptando realizar conversaciones al respecto.

## Geografía
El área contestada tiene forma triangular, teniendo por lados dos arroyos que se unen antes de desembocar en el río Cuareim. El tercer lado lo forma la Cuchilla de Haedo (o Cuchilla Negra). El arroyo más oriental nace en las inmediaciones del marco intermedio (hito limítrofe) N.º 941 (llamado Señal Piriá) y el más occidental lo hace en las cercanías del marco N.º 49-I (llamado Marco Masoller, en el nudo de las cuchillas de Haedo y Belén), ambos sobre la Cuchilla de Haedo.
El arroyo más occidental es el portador del límite internacional desde que este fue demarcado en 1856, por lo que los demarcadores lo denominaron arroyo de la Invernada, nombre que Brasil sostiene como arroio da Invernada. En sus fuentes, el límite corre por su gajo más occidental, que fue llamado arroyo Maneco (arroio Maneco). Este nace de la unión de dos arroyos, denominados arroyo de los Caraguatás (galho Gravatás, más occidental, portador del límite internacional) y arroyo de la Línea.
El arroyo más oriental es conocido como arroyo Moirones (arroio Moirões), aunque Uruguay considera que es el arroyo de la Invernada. El gajo del Trillo ubicado más al noreste nace en el marco intermedio N.º 941. Desde 1934 Uruguay considera que el arroyo Moirones, su afluente el Trillo y su gajo que llega al marco intermedio N.º 941, es el verdadero arroyo de la Invernada mencionado en el tratado de 1851. 
Los dos brazos principales del arroyo Trillo nacen en las cercanías de los marcos N.º 941 y 47-I (llamado Marco de la Oficina o David), denominándose al triángulo formado por ellos como Rincón de Trillo. Otro afluente de este arroyo ubicado más al oeste se denomina arroyo de Florencio, el cual nace cerca del marco N.º 48-I (llamado Marco de Serpa o de Ombú). El espacio entre estos arroyos se conoce como Rincón de Florencio, denominándose al resto del territorio situado entre los arroyos Florencio y Maneco como Rincón de Maneco.

## Historia
El Rincón de Artigas recibió su nombre debido a que durante el tiempo de permanencia de José Artigas en el campamento de Purificación del Hervidero lo utilizó para invernar ganado, de allí el nombre del arroyo de la Invernada. Hasta 1861 estuvo en posesión uruguaya.

### Delimitación y demarcación
Tomando como referencia la carta levantada por el Vizconde de San Leopoldo y la carta del coronel José María Reyes, en 1851 fue firmado el Tratado de Límites entre el Imperio del Brasil y Uruguay, que en su artículo 2 establece:

2°. (...) y continuará la línea divisoria por el dicho arroyo San Luis arriba, hasta ganar la Cuchilla de Santa Ana: sigue por esa cuchilla y gana la de Haedo hasta el punto que comienza el gajo del Cuareim denominado arroyo de la Invernada por la carta del Visconde de San Leopoldo, y sin nombre en la carta del Coronel Reyes, y descendiendo por el dicho gajo hasta entrar en el Uruguay (...)

En 1853 comenzó la demarcación de la frontera a partir de la costa atlántica, demarcándose el área del Rincón de Artigas entre 1856 y 1862. La Comisión Mixta de demarcación estaba encabezada por los comisarios, mariscal de ejército Barón de Caçapava (por Brasil) y coronel de ingenieros José María Reyes (por Uruguay, el mismo que trazó la carta). 
Dado que ambas cartas diferían en cuanto a la traza de los arroyos, pero tenían en común que el arroyo sin nombre de la carta de Reyes y el arroio da Invernada de la del Vizconde de San Leopoldo nacían en el punto de encuentro de las cuchillas de Haedo y Belén, ambos comisarios concordaron en reconocerlo como arroyo de la Invernada, comenzando en su gajo más occidental denominado Maneco. El 28 de abril de 1856 se firmó el Acta N.º 3 que determinó el límite en la región del arroyo Invernada:

1°. Que continuando la división como ha sido declarado, por los más altos niveles de la Cuchilla de Haedo, desde que ella se separa de la de Santa Ana, hasta las vertientes del Arroyo la Invernada, bajará la línea por el gajo más occidental conocido por de “Maneco”, prefiriéndose como el más fuerte el ramal que nace de la expresada cuchilla de Haedo, frente a la Estancia de Narciso, hacia el Este del codo que forman las mencionadas cuchillas de Belen y de Haedo, conocida, también por “Cuchilla Negra” é inmediato a la casa de Valentin da Costa, situada más al Oeste en esta misma cuchilla, continando este gajo hasta encontrar más abajo una vertiente fuerte y permanente, llamada gajo de los “Caraguatás”, y en seguida muchos otros tributarios que aumentan sus aguas, hasta su desague em el Arroyo de la Invernada, por cuyas aguas, continuará la línea hasta su confluencia em el Rio Quareim, arriba de la barra del Arroyo de la Sepultura.
Acta de los comisarios de límites, del 28 de abril de 1856

El 4 de septiembre de 1857 se firmó el Tratado de Permuta, por el cual se pensaba realizar un intercambio de territorios. Pasaría al Brasil la zona de la actual ciudad de Rivera hasta el arroyo Cuñapirú, poblada por brasileños, a cambio de un área de similar tamaño que era el Rincón de Maneco. El 1 de febrero de 1861 la legación brasileña en Montevideo cursó una nota al Gobierno uruguayo proponiéndole mantener el status quo predemarcatorio hasta la aprobación del Tratado de Permuta, para los territorios del Rincón de Artigas, hasta entonces administrado por el Uruguay, y las áreas de Santana do Livramento que Brasil debía ceder al Uruguay. Entre febrero y mayo de 1861 el Congreso del Uruguay no ratificó el tratado y quedó anulado, por lo que el Gobierno uruguayo respondió la nota brasileña el 8 de mayo de 1861 señalando que ordenaría que no se ponga embarazo alguno a la ocupación del Rincón de Artigas por parte del Brasil, quedando este país en posesión del territorio.

### Comienzo de la disputa
En 1933, mientras se realizan trabajos de caracterización de la frontera por la Comisión Mixta creada en 1916, un militar uruguayo integrante de la comisión, el capitán Villa Seré, al estudiar la posición de los hitos llegó a la conclusión de que el hito N.º 49-I se había colocado erróneamente en la cabecera de un arroyo que no era el de la Invernada, quedando dentro del territorio brasileño 25.000 hectáreas que él entendía debían pertenecer al Departamento de Rivera en Uruguay. El arroyo de la Invernada mencionado en el Tratado sería para él el arroyo Moirones o Moirões que nace en el marco intermedio N.º 941. 
El geógrafo uruguayo Elzear S. Giuffra apoyó lo señalado por Villa Seré, realizando algunas conferencias, consiguiendo que el 10 de agosto de 1934 el Gobierno uruguayo realizara por nota del Ministro de Relaciones Exteriores José Arteaga una comunicación al Gobierno del Brasil solicitándole una determinación científica del curso de agua que en el artículo 3 del Tratado (...) se denominó por Arroyo de la Invernada. Expresando su reserva de la zona entre los hitos N.º 941 y 49-I hasta tanto ambos gobiernos en común acuerdo determinen la exacta ubicación del Arroyo de la Invernada.
La nota fue contestada por el Gobierno del Brasil el 26 de octubre señalando que se estaban realizando tareas de caracterización y no de demarcación del límite, no admitiendo Brasil ningún intento de corregirlo. En 1937, 1938 y 1941 Uruguay volvió a pedir al Brasil una determinación científica del asunto. En 1974 el Gobierno uruguayo estableció por decreto que los mapas oficiales señalaran como "límite contestado" la zona del Rincón de Artigas entre el marco intermedio N.º 941 y el marco N.º 49.
La situación se mantuvo incambiada hasta que se verificó que en la zona reclamada por Uruguay se había establecido una villa, con la autorización de las autoridades brasileñas, denominada “Thomas Albornoz” o "Manuel Filho". En 1985 Uruguay protestó por la construcción de la villa. El 17 de agosto de 1988 el Gobierno uruguayo volvió a enviar una nota al Gobierno del Brasil, que la contestó el 4 de diciembre de 1989, manteniendo su posición de no hacer innovaciones con respecto al límite.